# تیم پاورز
 تیم پاورز (انگلیسی: Tim Powers؛ زادهٔ ۲۹ فوریهٔ ۱۹۵۲) یک نویسنده اهل ایالات متحده آمریکا است.